# Paraluteres prionurus
Paraluteres prionurus är en fisk som tillhör familjen filfiskar (Monacanthidae). Den blir upp till 11 cm lång och förekommer i Indiska oceanen och Stilla havet. Paraluteres prionurus liknar den giftiga Canthigaster valentini.